# Bahnstrecke Senaki–Adler
| Bahnhof Sochumi |                   |                                                          |                                                          |
| Streckenlänge: | 242 km            |                                                          |                                                          |
| Spurweite: | 1520 mm / 1524 mm |                                                          |                                                          |
| Stromsystem: | 3 kV =            |                                                          |                                                          |
| |                   |                                                          |                                                          |
| \| \| \| von Tuapse (Туапсе) \| \| \| \| 242 \| Adler (Адлер) \| Adler (Адлер) \| \| \| 238 \| Buchta (Бухта) \| Buchta (Бухта) \| \| \| 235 \| Wessjoloje (Весёлое) \| Wessjoloje (Весёлое) \| \| \| \| Grenze Russland (Krasnodarski Krai)/Georgien (Abchasien) \| \| \| \| 234 \| Psou (ფსოუ, Псоу) \| Psou (ფსოუ, Псоу) \| \| \| 233 \| Gatschrypsch (ლესელიძე, Гьачрыҧшь) \| Gatschrypsch (ლესელიძე, Гьачрыҧшь) \| \| \| 228 \| Cheiwani (ხეივანი) \| Cheiwani (ხეივანი) \| \| \| 227 \| Zandrypsch (განთიადი, Цандрыҧшь) \| Zandrypsch (განთიადი, Цандрыҧшь) \| \| \| \| Anschlussgleis \| \| \| \| 222 \| Sinatle (სინათლე) \| Sinatle (სინათლე) \| \| \| 218 \| Grebeschok \| Grebeschok \| \| \| 215 \| Zereteli \| Zereteli \| \| \| 211 \| Gagra-Pawilion \| Gagra-Pawilion \| \| \| 206 \| Gagra (გაგრა, Гагра) \| Gagra (გაგრა, Гагра) \| \| \| 203 \| Fontanka \| Fontanka \| \| \| 201 \| Pizzunda (ბიჭვინთა, Пиҵунда) \| Pizzunda (ბიჭვინთა, Пиҵунда) \| \| \| 198 \| Bsyb (ბზიფი, Бзыҧ) \| Bsyb (ბზიფი, Бзыҧ) \| \| \| 196 \| Schtschebsawod \| Schtschebsawod \| \| \| \| Bsipi \| \| \| \| 192 \| Kaldachwara \| Kaldachwara \| \| \| 191 \| Musaera \| Musaera \| \| \| \| Blabyrchwa \| \| \| \| \| Chudsyrta \| \| \| \| \| Mtschischta \| \| \| \| \| Mtschisch \| \| \| \| \| Apschdwany \| \| \| \| \| Chypsy \| \| \| \| \| Aschizra \| \| \| \| 168 \| Gudouta (გუდაუთა, Гəдоуҭа) \| Gudouta (გუდაუთა, Гəдоуҭа) \| \| \| 165 \| Aapsta \| Aapsta \| \| \| \| Aapsta \| \| \| \| 157 \| Arsaul \| Arsaul \| \| \| \| \| \| \| \| 151 \| Psyrzcha (ფსირცხა, Ҧсырӡха) \| Psyrzcha (ფსირცხა, Ҧсырӡха) \| \| \| \| \| \| \| \| 150 \| Achali Atoni (ახალი ათონი, Афон Ҿыц) \| Achali Atoni (ახალი ათონი, Афон Ҿыц) \| \| \| \| \| \| \| \| 146 \| Gwandra \| Gwandra \| \| \| \| \| \| \| \| 143 \| Schizkwara \| Schizkwara \| \| \| \| \| \| \| \| 139 \| Eschera \| Eschera \| \| \| \| Gumista \| \| \| \| 136 \| Atschadara \| Atschadara \| \| \| 133 \| Sochumi (სოხუმი, Сухум) \| Sochumi (სოხუმი, Сухум) \| \| \| \| Guma \| \| \| \| \| Kjalassur \| \| \| \| \| Kjalassur \| \| \| \| \| Matschara \| \| \| \| \| Gulripschi \| \| \| \| \| Dranda \| \| \| \| \| Kodor \| \| \| \| \| Kodor \| \| \| \| \| Adsjubscha \| \| \| \| \| Kyndyg \| \| \| \| \| Toumysch \| \| \| \| 92 \| Tamisch \| Tamisch \| \| \| \| von Aradu Port \| \| \| \| 83 \| Aradu \| Aradu \| \| \| \| \| \| \| \| \| Mokwi \| \| \| \| 79 \| Otschamtschire (ოჩამჩირე, Очамчира) \| Otschamtschire (ოჩამჩირე, Очамчира) \| \| \| \| nach Akarmara \| \| \| \| 71 \| Ochursi \| Ochursi \| \| \| 64 \| Atschigwari \| Atschigwari \| \| \| 62 \| Schescheleti \| Schescheleti \| \| \| 55 \| Gali (გალი, Гал) \| Gali (გალი, Гал) \| \| \| 49 \| Salchino \| Salchino \| \| \| 46 \| Tagiloni \| Tagiloni \| \| \| \| Enguri, Grenze Abchasien/Mingrelien und Oberswanetien \| \| \| \| \| von Sugdidi (ზუგდიდი) \| \| \| \| 39 \| Ingiri (ინგირი) \| Ingiri (ინგირი) \| \| \| 34 \| Zaischi (ცაიში) \| Zaischi (ცაიში) \| \| \| 29 \| Zazchwi (ცაცხვი) \| Zazchwi (ცაცხვი) \| \| \| 25 \| Chamiskura (ხამისყურა) \| Chamiskura (ხამისყურა) \| \| \| 22 \| Cheta (ხეთა) \| Cheta (ხეთა) \| \| \| 19 \| Muntschia (მუნჩია) \| Muntschia (მუნჩია) \| \| \| 13 \| Chobi (ხობი) \| Chobi (ხობი) \| \| \| 8 \| Zemo Kwaloni (ზემო ქვალონი) \| Zemo Kwaloni (ზემო ქვალონი) \| \| \| 4 \| Ziwi Mendschi (ცივი მენჯი) \| Ziwi Mendschi (ცივი მენჯი) \| \| \| \| von Poti (ფოთი) \| \| \| \| 0 \| Senaki (სენაკი) \| Senaki (სენაკი) \| \| \| \| nach Baku \| \| |                   |                                                          |                                                          |
| Strecke |                   | von Tuapse (Туапсе)                                      | von Tuapse (Туапсе)                                      |
| Bahnhof | 242               | Adler (Адлер)                                            | Adler (Адлер)                                            |
| Haltepunkt / Haltestelle | 238               | Buchta (Бухта)                                           | Buchta (Бухта)                                           |
| Haltepunkt / Haltestelle | 235               | Wessjoloje (Весёлое)                                     | Wessjoloje (Весёлое)                                     |
| Grenze auf Brücke über Wasserlauf |                   | Grenze Russland (Krasnodarski Krai)/Georgien (Abchasien) | Grenze Russland (Krasnodarski Krai)/Georgien (Abchasien) |
| Haltepunkt / Haltestelle | 234               | Psou (ფსოუ, Псоу)                                        | Psou (ფსოუ, Псоу)                                        |
| Haltepunkt / Haltestelle | 233               | Gatschrypsch (ლესელიძე, Гьачрыҧшь)                       | Gatschrypsch (ლესელიძე, Гьачрыҧшь)                       |
| Haltepunkt / Haltestelle | 228               | Cheiwani (ხეივანი)                                       | Cheiwani (ხეივანი)                                       |
| Bahnhof | 227               | Zandrypsch (განთიადი, Цандрыҧшь)                         | Zandrypsch (განთიადი, Цандрыҧшь)                         |
| Abzweig geradeaus und nach links |                   | Anschlussgleis                                           | Anschlussgleis                                           |
| Haltepunkt / Haltestelle | 222               | Sinatle (სინათლე)                                        | Sinatle (სინათლე)                                        |
| Haltepunkt / Haltestelle | 218               | Grebeschok                                               | Grebeschok                                               |
| Haltepunkt / Haltestelle | 215               | Zereteli                                                 | Zereteli                                                 |
| Haltepunkt / Haltestelle | 211               | Gagra-Pawilion                                           | Gagra-Pawilion                                           |
| Bahnhof | 206               | Gagra (გაგრა, Гагра)                                     | Gagra (გაგრა, Гагра)                                     |
| Haltepunkt / Haltestelle | 203               | Fontanka                                                 | Fontanka                                                 |
| Haltepunkt / Haltestelle | 201               | Pizzunda (ბიჭვინთა, Пиҵунда)                             | Pizzunda (ბიჭვინთა, Пиҵунда)                             |
| Bahnhof | 198               | Bsyb (ბზიფი, Бзыҧ)                                       | Bsyb (ბზიფი, Бзыҧ)                                       |
| Haltepunkt / Haltestelle | 196               | Schtschebsawod                                           | Schtschebsawod                                           |
| Brücke über Wasserlauf |                   | Bsipi                                                    | Bsipi                                                    |
| Haltepunkt / Haltestelle | 192               | Kaldachwara                                              | Kaldachwara                                              |
| Haltepunkt / Haltestelle | 191               | Musaera                                                  | Musaera                                                  |
| Bahnhof |                   | Blabyrchwa                                               | Blabyrchwa                                               |
| Bahnhof |                   | Chudsyrta                                                | Chudsyrta                                                |
| Bahnhof |                   | Mtschischta                                              | Mtschischta                                              |
| Brücke über Wasserlauf |                   | Mtschisch                                                | Mtschisch                                                |
| Bahnhof |                   | Apschdwany                                               | Apschdwany                                               |
| Brücke über Wasserlauf |                   | Chypsy                                                   | Chypsy                                                   |
| Bahnhof |                   | Aschizra                                                 | Aschizra                                                 |
| Bahnhof | 168               | Gudouta (გუდაუთა, Гəдоуҭа)                               | Gudouta (გუდაუთა, Гəдоуҭа)                               |
| Haltepunkt / Haltestelle | 165               | Aapsta                                                   | Aapsta                                                   |
| Brücke über Wasserlauf |                   | Aapsta                                                   | Aapsta                                                   |
| Haltepunkt / Haltestelle | 157               | Arsaul                                                   | Arsaul                                                   |
| Tunnel |                   |                                                          |                                                          |
| Haltepunkt / Haltestelle | 151               | Psyrzcha (ფსირცხა, Ҧсырӡха)                              | Psyrzcha (ფსირცხა, Ҧсырӡха)                              |
| Tunnel |                   |                                                          |                                                          |
| Bahnhof | 150               | Achali Atoni (ახალი ათონი, Афон Ҿыц)                     | Achali Atoni (ახალი ათონი, Афон Ҿыц)                     |
| Brücke |                   |                                                          |                                                          |
| Haltepunkt / Haltestelle | 146               | Gwandra                                                  | Gwandra                                                  |
| Tunnel |                   |                                                          |                                                          |
| Haltepunkt / Haltestelle | 143               | Schizkwara                                               | Schizkwara                                               |
| Tunnel |                   |                                                          |                                                          |
| Haltepunkt / Haltestelle | 139               | Eschera                                                  | Eschera                                                  |
| Brücke über Wasserlauf |                   | Gumista                                                  | Gumista                                                  |
| Haltepunkt / Haltestelle | 136               | Atschadara                                               | Atschadara                                               |
| Bahnhof | 133               | Sochumi (სოხუმი, Сухум)                                  | Sochumi (სოხუმი, Сухум)                                  |
| Bahnhof |                   | Guma                                                     | Guma                                                     |
| Bahnhof |                   | Kjalassur                                                | Kjalassur                                                |
| Brücke über Wasserlauf |                   | Kjalassur                                                | Kjalassur                                                |
| Brücke über Wasserlauf |                   | Matschara                                                | Matschara                                                |
| Bahnhof |                   | Gulripschi                                               | Gulripschi                                               |
| Bahnhof |                   | Dranda                                                   | Dranda                                                   |
| Bahnhof |                   | Kodor                                                    | Kodor                                                    |
| Brücke über Wasserlauf |                   | Kodor                                                    | Kodor                                                    |
| Bahnhof |                   | Adsjubscha                                               | Adsjubscha                                               |
| Bahnhof |                   | Kyndyg                                                   | Kyndyg                                                   |
| Brücke über Wasserlauf |                   | Toumysch                                                 | Toumysch                                                 |
| Dienststation / Betriebs- oder Güterbahnhof | 92                | Tamisch                                                  | Tamisch                                                  |
| Kreuzung geradeaus oben · Strecke von rechts |                   | von Aradu Port                                           | von Aradu Port                                           |
| ehemaliger Haltepunkt / Haltestelle · Strecke | 83                | Aradu                                                    | Aradu                                                    |
| Abzweig geradeaus und von links · Strecke nach rechts |                   |                                                          |                                                          |
| Brücke über Wasserlauf |                   | Mokwi                                                    | Mokwi                                                    |
| Dienststation / Betriebs- oder Güterbahnhof | 79                | Otschamtschire (ოჩამჩირე, Очамчира)                      | Otschamtschire (ოჩამჩირე, Очамчира)                      |
| Abzweig geradeaus und nach links |                   | nach Akarmara                                            | nach Akarmara                                            |
| ehemaliger Haltepunkt / Haltestelle | 71                | Ochursi                                                  | Ochursi                                                  |
| Betriebs-/Güterbahnhof Strecke ab hier außer Betrieb | 64                | Atschigwari                                              | Atschigwari                                              |
| Haltepunkt / Haltestelle (Strecke außer Betrieb) | 62                | Schescheleti                                             | Schescheleti                                             |
| Bahnhof (Strecke außer Betrieb) | 55                | Gali (გალი, Гал)                                         | Gali (გალი, Гал)                                         |
| Haltepunkt / Haltestelle (Strecke außer Betrieb) | 49                | Salchino                                                 | Salchino                                                 |
| Haltepunkt / Haltestelle (Strecke außer Betrieb) | 46                | Tagiloni                                                 | Tagiloni                                                 |
| Grenze auf Brücke über Wasserlauf (Strecke außer Betrieb) |                   | Enguri, Grenze Abchasien/Mingrelien und Oberswanetien    | Enguri, Grenze Abchasien/Mingrelien und Oberswanetien    |
| Abzweig ehemals geradeaus und von links |                   | von Sugdidi (ზუგდიდი)                                    | von Sugdidi (ზუგდიდი)                                    |
| Bahnhof | 39                | Ingiri (ინგირი)                                          | Ingiri (ინგირი)                                          |
| Haltepunkt / Haltestelle | 34                | Zaischi (ცაიში)                                          | Zaischi (ცაიში)                                          |
| Haltepunkt / Haltestelle | 29                | Zazchwi (ცაცხვი)                                         | Zazchwi (ცაცხვი)                                         |
| Haltepunkt / Haltestelle | 25                | Chamiskura (ხამისყურა)                                   | Chamiskura (ხამისყურა)                                   |
| Haltepunkt / Haltestelle | 22                | Cheta (ხეთა)                                             | Cheta (ხეთა)                                             |
| Haltepunkt / Haltestelle | 19                | Muntschia (მუნჩია)                                       | Muntschia (მუნჩია)                                       |
| Bahnhof | 13                | Chobi (ხობი)                                             | Chobi (ხობი)                                             |
| Haltepunkt / Haltestelle | 8                 | Zemo Kwaloni (ზემო ქვალონი)                              | Zemo Kwaloni (ზემო ქვალონი)                              |
| Haltepunkt / Haltestelle | 4                 | Ziwi Mendschi (ცივი მენჯი)                               | Ziwi Mendschi (ცივი მენჯი)                               |
| Abzweig geradeaus und von rechts |                   | von Poti (ფოთი)                                          | von Poti (ფოთი)                                          |
| Bahnhof | 0                 | Senaki (სენაკი)                                          | Senaki (სენაკი)                                          |
| Strecke |                   | nach Baku                                                | nach Baku                                                |

Die Bahnstrecke Senaki–Adler verläuft an der Ostküste des Schwarzen Meers und stellte bis zur Stilllegung einer Teilstrecke eine Verbindung zwischen Russland und Georgien her. Der größte Teil der Strecke liegt in der international nur von wenigen Staaten anerkannten Republik Abchasien.

## Geschichte
Bereits seit der Eröffnung der Bahnstrecke Poti–Baku am 2. Mai 1883 war der georgische Teil des Russischen Reichs über Baku (heute Aserbaidschan) und Machatschkala mit dem russischen Bahnnetz verbunden. Für den westlichen Teil Georgiens bedeutete diese Streckenführung jedoch einen erheblichen Umweg. Die Möglichkeit einer kürzeren Verbindung zeichnete sich erst nach Eröffnung der Strecke Tuapse–Sotschi entlang der Ostküste des Schwarzen Meers 1923 ab, die 1927 bis Adler verlängert wurde.
Der Anschluss der Strecke war in Senaki vorgesehen, 40 Streckenkilometer östlich von Poti und 272 Streckenkilometer westlich von Tiflis (Tbilissi). Der erste Abschnitt bis Gali wurde am 15. September 1930 durch die staatliche Transkaukasische Eisenbahn eröffnet. Die Inbetriebnahme des nächsten Abschnitts von Gali bis Otschamtschire erfolgte am 20. Mai 1938.  Noch im selben Jahr, am 1. Oktober 1938, wurde Sochumi, die Hauptstadt der Abchasischen Autonomen Sozialistischen Sowjetrepublik innerhalb der Georgischen Sozialistischen Sowjetrepublik, angeschlossen. Vor dem Weiterbau der Hauptstrecke wurden 1940 zwei nach Osten abzweigende Strecken in Betrieb genommen, im Mai die 6 Kilometer lange Strecke nach Sugdidi (1965 bis Dschwari verlängert) und im Juni die 26 Kilometer lange Strecke nach Tkwartscheli.
Der Lückenschluss nach Adler wurde von Norden her begonnen. Der Abschnitt Adler–Bsipi wurde im September 1943 eröffnet, der letzte Abschnitt Sochumi–Bsipi im Mai 1944. Nachdem bereits 1932 die ersten georgischen Strecken elektrifiziert worden waren und Senaki ab 1948 an das elektrifizierte Bahnnetz angeschlossen war, wurde ab 1954 auch die Strecke Senaki–Adler elektrifiziert. Der Abschnitt Senaki–Sochumi wurde im Mai 1954 fertiggestellt, die Fortsetzung Sochumi–Adler im April 1956.
Fertiggestellt wurde die Hauptstrecke entlang der Küste erst 1945. Zur Zeit der Sowjetunion war sie eine von nur zwei Eisenbahnverbindungen zwischen dem südlichen Kaukasus (Georgische, Armenische und Aserbaidschanische SSR) und den restlichen Landesteilen und damit von großer Bedeutung. Für den heute stark eingeschränkten Verkehr zwischen den Kaukasusrepubliken und Russland steht somit nur noch die Strecke Baku-Machatschkala entlang der Küste des Kaspischen Meeres zur Verfügung. Bis 1991 war das Streckennetz der Abchasischen Eisenbahn Teil der Transkaukasischen Eisenbahn innerhalb der Sowjetischen Eisenbahnen und wurde von Tiflis aus verwaltet. Mit dem Zusammenbruch der Sowjetunion teilte sich die Transkaukasische Eisenbahn im Wesentlichen in die Georgische und die Armenische Eisenbahn. 1992 wurde aufgrund der Unabhängigkeitserklärung Abchasiens das abchasische Streckennetz aus der Georgischen Bahn faktisch herausgetrennt. Während der folgenden Kampfhandlungen wurde u. a. die Grenzbrücke über den Egry / Enguri zerstört. Der Bahnverkehr zwischen Kerngeorgien und Abchasien (und damit auch Russland) ist seither unterbrochen. Im Zuge des Konfliktes wurden die georgischen Stationsnamen an den Bahnhofsgebäuden entfernt, sodass heute meist nur noch die Beschriftungen in abchasischer und russischer Sprache erhalten sind. Die zerstörten Strecken innerhalb Abchasiens wurden jedoch schnell wiederhergestellt, nicht zuletzt aus militärischen Gründen.
Die Fahrleitung ist heute jedoch nur noch zwischen Psou und Sochumi in Betrieb. Zugleich ist dies der einzige Streckenabschnitt in Abchasien, auf dem Personenverkehr stattfindet, der sich zurzeit auf Kurswagenverbindungen von Sochumi nach Moskau beschränkt. Die Kurswagen werden im russischen Adler dem Fernzug Adler-Moskau beigestellt. Bis Ende 2007 verkehrten noch Vorortzüge auf dem Streckenabschnitt Sochumi-Gudauta. Wegen des schlechten Zustands des Wagenmaterials musste der Betrieb jedoch eingestellt werden. Seit dem 28. Juni 2010 fahren wieder Vorortzüge (so genannte „Elektritschkas“) aus dem russischen Adler nach Abchasien. Zunächst enden die Züge in Gagra. Die russische Betreibergesellschaft ist jedoch an einer Ausweitung des Betriebs bis in die abchasische Hauptstadt interessiert. Die Wettbewerbsfähigkeit des Eisenbahnbetriebs vor allem im Nahverkehr ist durch die niedrige Geschwindigkeit aufgrund des Oberbauzustandes gefährdet. Die Züge können bislang nur mit einer Geschwindigkeit von 40 km/h verkehren und müssen zudem an der russisch-abchasischen Grenze über eine Stunde stillstehen.
Die Verbindung ins georgische Kernland ist unterbrochen. Letzter Bahnhof auf abchasischer Seite ist Atschguara. Infrastruktur und Rollmaterial der Abchasischen Eisenbahn sind heute größtenteils in schlechtem Zustand und bedürfen großer Investitionen. Doch sind die Schienen, insbesondere auf dem Streckenabschnitt von Gali bis zur abchasisch-georgischen Grenze, nicht mehr vorhanden. Dort wurde die Eisenbahnbrücke im Rahmen der kriegerischen Auseinandersetzungen immer wieder gesprengt und bis heute nicht wieder aufgebaut.
Im Mai 2009 vereinbarten Abchasien und Russland, die Infrastruktur der Abchasischen Eisenbahn zunächst für zehn Jahre der Russischen Eisenbahn zur Nutzung zu übergeben.

## Bildergalerie

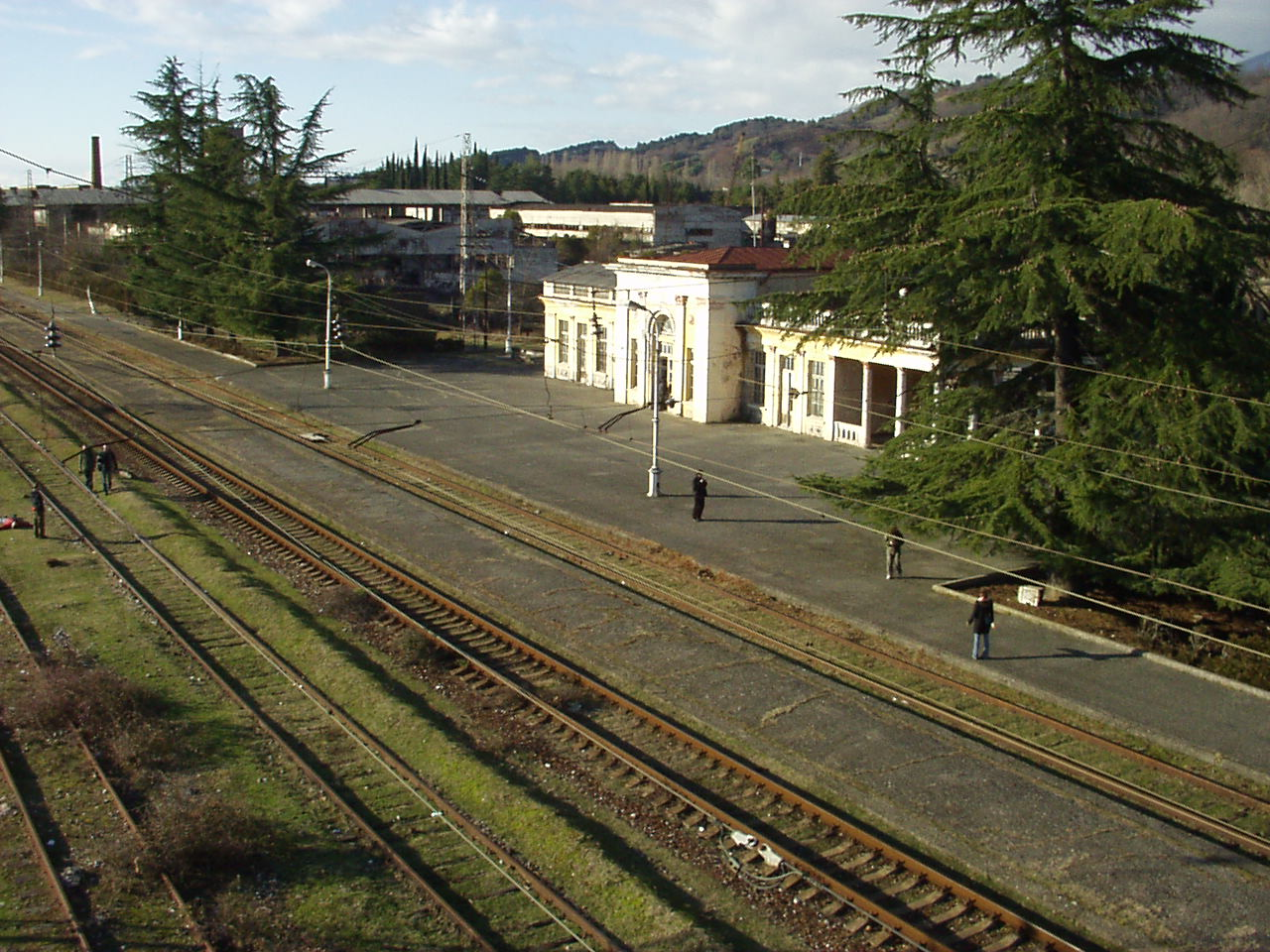
Bahnhof Bsypta (2008)
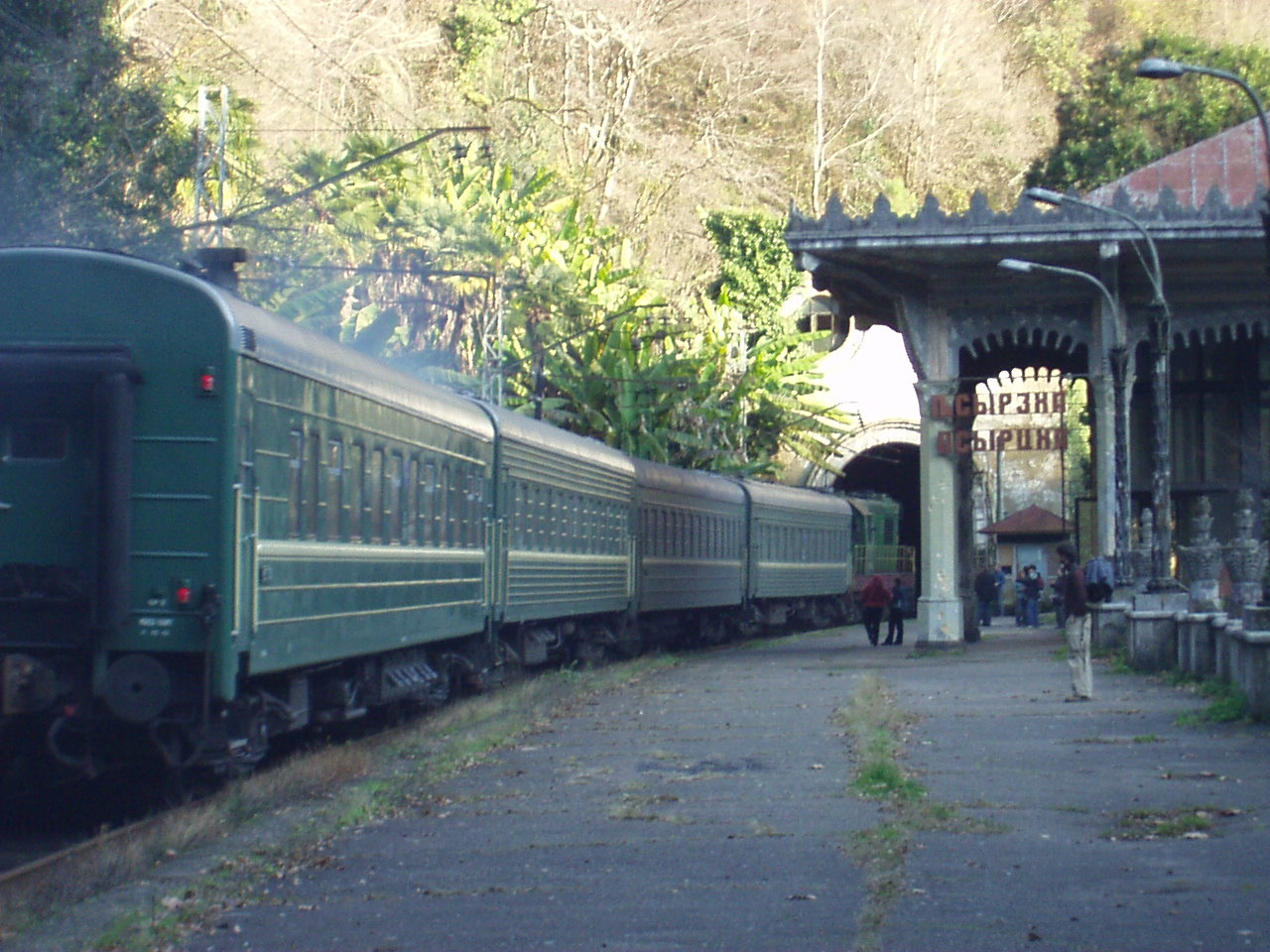
Haltepunkt Psyrzcha (2008)
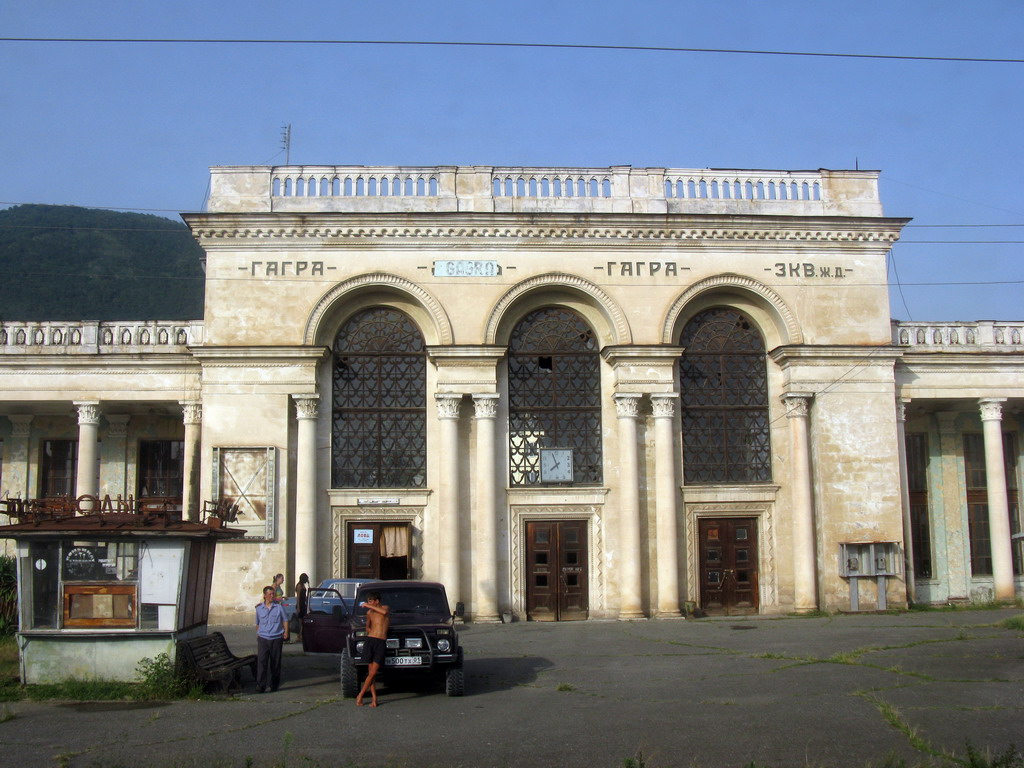
Bahnhof Gagra (2008)
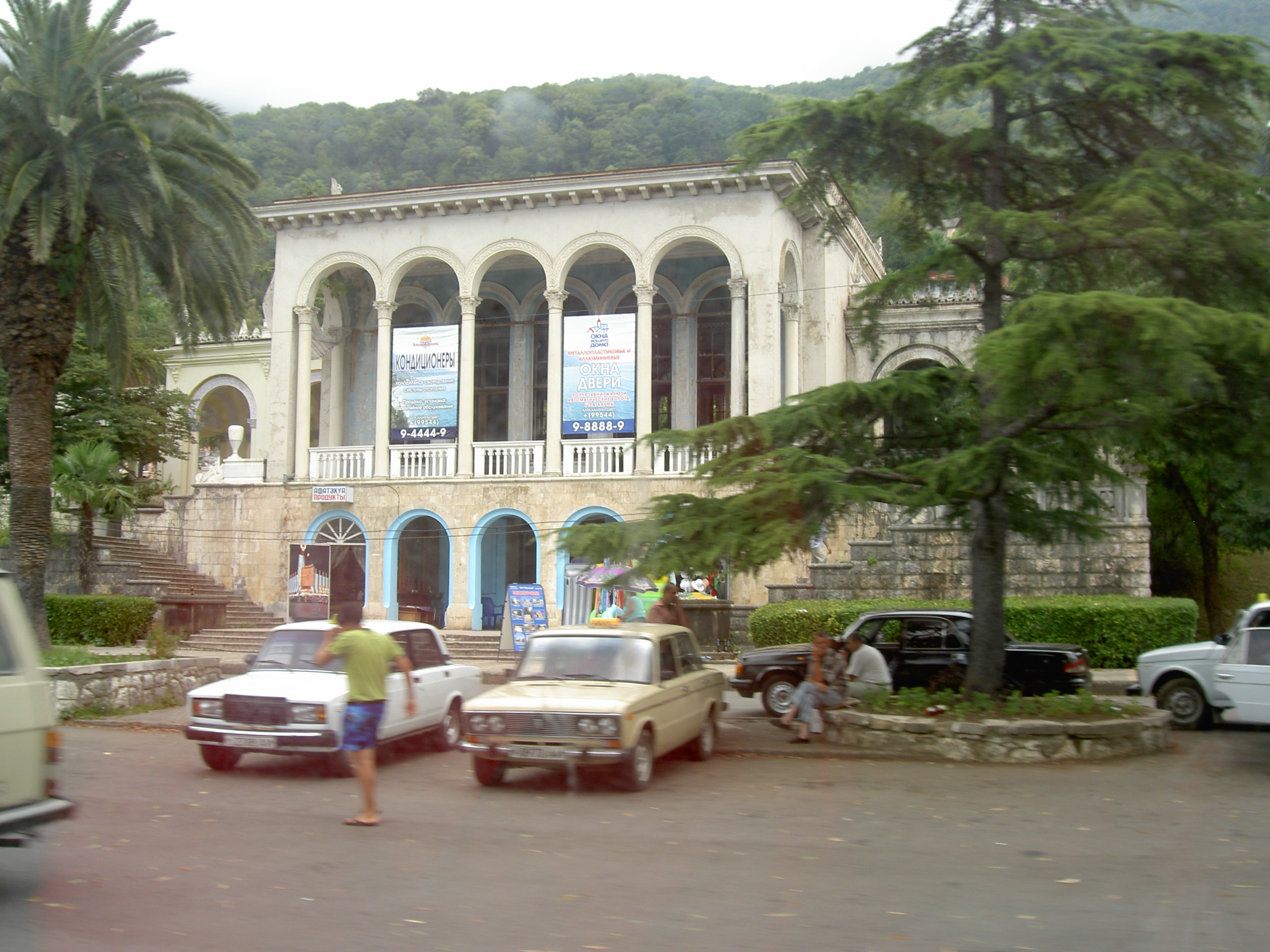
Bahnhof Gagrypsch (2008)
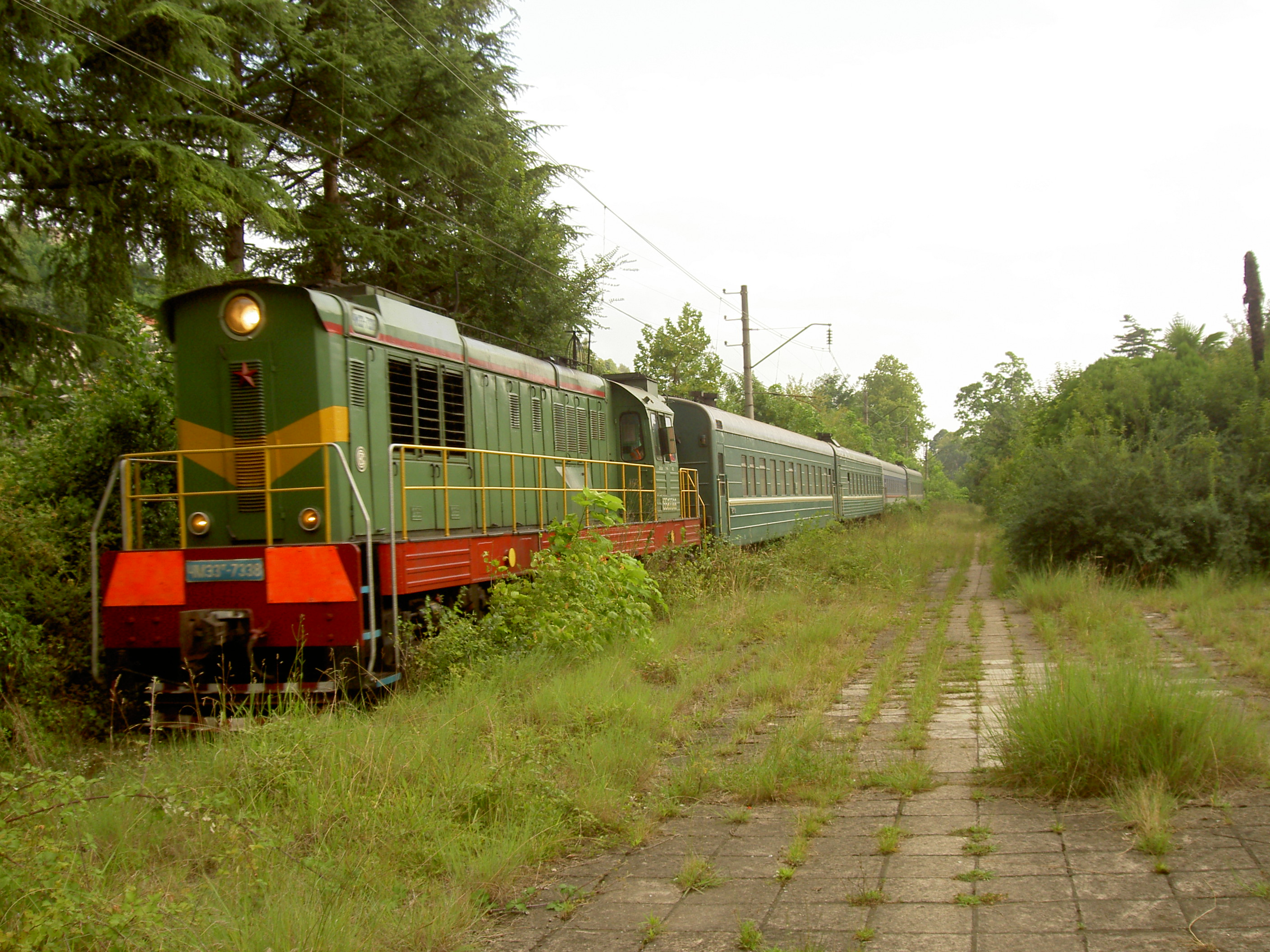
Zug Sochumi–Moskau am Bahnhof Gagrypsch (2008)
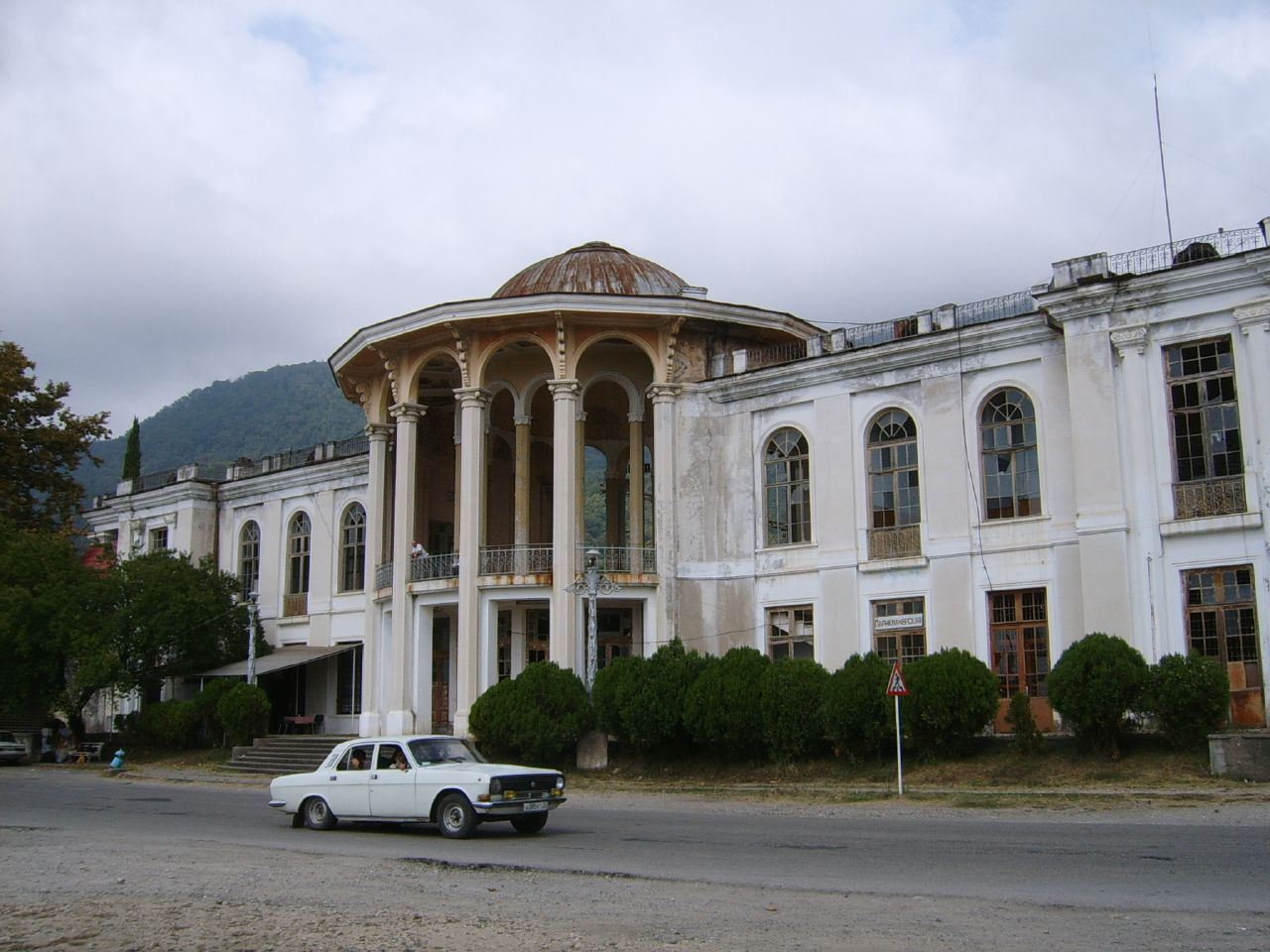
Bahnhof Nowy Afon (2006)
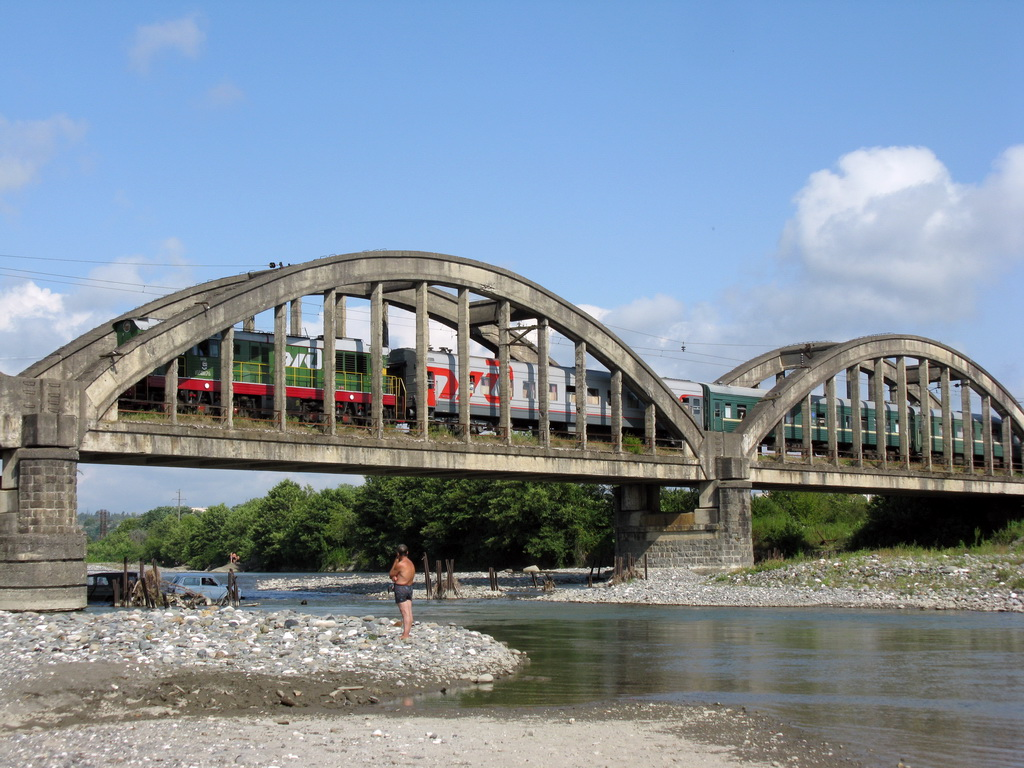
Zug Moskau-Sochumi auf der Gumista-Brücke vor Sochumi (2009)